# Syrmatium cytisoides
Syrmatium cytisoides là một loài thực vật có hoa trong họ Đậu. Loài này được (Benth.) Greene miêu tả khoa học đầu tiên.